# Иващенко, Александр Михайлович
Александр Михайлович Иващенко (1875 — после 1921) — русский офицер отдельного корпуса пограничной стражи и Российского императорского флота, участник русско-японской, Первой мировой и Гражданской войн. Георгиевский кавалер, полковник по адмиралтейству.

## Биография
Иващенко Александр Михайлович родился 2 августа 1875 года в Киевской губернии в семье священника. С родителями переехал в Феодосию. Окончил Феодосийские мореходные классы. С июня 1896 года был вольноопределяющимся 1-го разряда 48-го пехотного Брестского Е.И.В. В. К. Михаила Михайловича полка Одесского военного округа, затем служил в 28-м пехотном Полоцком полку Московского военного округа в Тамбове.
23 февраля 1899 года окончил Одесское пехотное юнкерское училище по 2-му разряду и произведён в подпоручики. После окончания училища был направлен в Туркестанский военный округ, где зачислен в Амударьинскую флотилию. С апреля 1899 по 1904 год был помощником командира парохода флотилии. 23 февраля 1903 года произведён в поручики флота. Подал рапорт о переводе в отдельный корпус пограничной стражи (ОКПС). В мае 1904 года назначен в Рижскую бригаду пограничной стражи 2-го округа ОКПС, через месяц назначен помощником командира крейсера «Кондор».
Участник русско-японской войны. В мае 1904 года получил назначение в Порт-Артур и назначен командиром сторожевого корабля пограничной стражи. Подал рапорт о переводе на сухопутный фронт, был прикомандирован младшим офицером к 26-му Восточносибирскому стрелковому полку. 20 июня 1905 года в бою на Зелёных горах, лично вызвался с взводом стрелков выбить японских пулемётчиков, засевших на соседней горе. Обойдя противника с тыла, «охотники» пошли в штыковую атаку, японцы обратились в бегство, оставив пулемёт, из которого Иващенко лично уничтожил убегающего в панике противника. Успех взвода помог батальону взять главную позицию противника. 22 ноября 1904 года участвовал в штурме японских позиций на Высокой горе, за что был награждён Золотым оружием с надписью «За храбрость» в сентябре 1905 года. За отличие оказанные в деле против японцев и хунхузов был награждён 22 сентября 1905 года орденом Святой Анны 4-й степени с надписью «За храбрость», а 28 сентября 1905 года «за редкое мужество и решительность, выказанные в бою 20 июня 1904 г. при защите крепости Порт-Артур на Зеленых горах» ему был пожалован орден Святого Георгия 4-й степени.
В конце 1904 года был переведен во флотилию Отдельного корпуса пограничной стражи и назначен в Ревельский флотский полуэкипаж, помощником командира крейсера «Страж» который дислоцировался в Либаве. 13 мая 1905 года переименован в мичманы. До октября 1905 года был помощником командира крейсера «Кондор» пограничной Рижской бригады на Балтике 1-го округа ОКПС. Переведён в Одесскую бригаду пограничной стражи 5-го округа ОКПС, где служил помощником командира крейсера «Коршун». 6 декабря 1905 года произведён в лейтенанты. В мае 1909 года переведён в Заамурский округ ОКПС офицером 31-й пограничной Амударьинской бригады 7-го округа ОКПС, переименован в штабс-ротмистры. 6 декабря 1909 года произведён в ротмистры. В 1910 году «за умелую организацию охраны царского дворца, в Ливадии, с моря во время присутствия Императора Николая II» ему был высочайше пожалован золотой портсигар.
В 1911—1913 годах служил офицером Отдельного корпуса жандармов. С началом Первой мировой войны служил офицером 1-го гренадерского Екатеринославского полка. 21 августа 1914 года произведён в подполковники. В мае 1916 года получил Высочайшее благоволение «за отлично-ревностную службу и особые труды, вызванные обстоятельствами текущей войны».
После Октябрьской революции находился в белых войсках Восточного фронта. По состоянию на 1918 год — полковник кавалерии. В 1919 году переименован в полковники по адмиралтейству. С января по август 1919 года — на службе в Морском министерстве. На 1921 год (по непроверенным данным) числился по флоту, находился во Владивостоке.

## Награды
- орден Святого Георгия 4-й степени (28.09.1905),
- орден Святой Анны 4-й степени с надписью «За храбрость» 28.09.1905,
- орден Святого Станислава 3-й степени (1905),
- мечи и бант к ордену Святого Станислава 3-й степени (18.11.1905),
- орден Святого Станислава 2-й степени с мечами (18.03.1907)
- орден Святой Анны 3-й степени с мечами и бантом (18.03.1907),
- Золотое оружие с надписью «За храбрость» (1.09.1905)[2];